# Alexander Reinagle
Alexander Robert Reinagle (Portsmouth, 23 avril 1756 – Baltimore, 21 septembre 1809) est un compositeur américain d'origine anglaise, organiste, pédagogue, impresario et musicien de théâtre. Il a été des amis proches du jeune Mozart, lors de sa visite à Londres. Ses influences musicales sont Haydn et Clementi.
Il ne doit pas être confondu avec son neveu du même nom, Alexandre Robert Reinagle (21 août 1799 — 6 avril 1877), également compositeur et organiste, mais qui a vécu toute sa vie en Grande-Bretagne.

## Biographie

### Écosse
Reinagle naît à Portsmouth, d'un père austro-hongrois, trompettiste professionnel et d'une mère écossaise. Son frère est un violoncelliste célèbre de son temps, Joseph Reinagle. Jeune, il étudie la musique avec son père, puis avec Raynor Taylor à Édimbourg, alors directeur du théâtre, où il se produit dès 1770, dans une sonate pour clavecin. Il voyage à Londres en 1763 et y rencontre Mozart et sa famille, un an plus tard. Dans un premier temps, Reinagle fait carrière dans l'industrie du transport maritime, effectuant plusieurs voyages dans les colonies Américaines dans les années 1770. À Édimbourg, vers 1778, il enseigne la musique et donne plusieurs concerts. Ses premières compositions pour piano sont publiées à Glasgow et devient populaire dans les colonies Américaines. Vers 1784, il rencontre Carl Philipp Emanuel Bach à Hambourg et ils échangent une brève correspondance. Il voyage ensuite au Portugal avec son frère Hugh et se produit devant la famille royale en janvier 1785. À la mort de son frère, il retourne en Angleterre et entre dans la Royal Society of Musicians de Londres.

### New York et Philadelphie
Au printemps 1786, Reinagle décide de tenter sa chance en tant que musicien professionnel aux nouveaux États indépendants des États-Unis d'Amérique. Il s'installe d'abord à New York donne un concert (20 juillet 1786) et enseigne le piano, et plus tard déménage à Philadelphie, alors capitale. Il y donne un concert le 21 septembre 1786, avec le violoncelliste Henri Capron. Il contribue à revitaliser la vie musicale de Philadelphie dans les années 1790 — par exemple pendant une douzaine de concerts lors de la saison 1786–1786 — introduisant de cette ville à la musique de Haydn et de Mozart et la musique pour piano à quatre mains (1787) ; jouant aussi ses propres compositions originales. Il se produit également à New York (1788–1789), Baltimore (1791) et Boston (1792).
L'un des admirateurs de Reinagle était le Président américain George Washington. En 1789, Reinagle compose un Chœur, interprété pour Washington à Trenton, dans le New Jersey, au cours d'un voyage de G. Washington à l'occasion de son inauguration en tant que président. Plus tard, lorsqu'il vit à Philadelphie, Nellie Custis la fille adoptive de Washington, est l'une des étudiantes en musique de Reinagle. Washington est souvent vu au concert et souvent dans le public des concerts de Reinagle. À l'occasion de la mort de Washington en 1799, Reinagle compose d'une Monodie sur la mort de George Washington.
À Philadelphie, dès 1790 ou 1791, Reinagle travaille en étroite collaboration en tant que directeur musical, avec l'acteur et metteur en scène Thomas Wignell dans la production d'opéra-ballets avec la Nouvelle société, au Chestnut Street Theater. Reinagle et Wignell produit plus de soixante-quinze programmes avec la Nouvelle Société (New Company). En quinze ans, c'est une centaine de spectacles qui sont présentés. Il donne également des concerts en abonnement intitulés « city concerts ». Après la mort de Wignell en 1803, Reinagle déménage à Baltimore, où il s'associe au Holliday Street Theater. Il meurt à Baltimore en 1809 et est enterré dans le vieux cimetière Saint-Paul.

## Œuvre
Les premières compositions Alexander Reinagle pendant ses années à Édimbourg, comprennent une série de Duos pour deux violoncelles, opus 2, et des Variations sur des airs écossais célèbres, publié à Glasgow et plus tard à Philadelphie. Il compose également de Vingt-quatre leçons courtes et faciles, un recueil de pièces pédagogiques pour le piano, qu'il utilise plus tard dans son enseignement à Philadelphie.
Une fois en Amérique, Reinagle continue de composer de courtes pièces pour des occasions spéciales, souvent avec des titres faisant allusion à des personnalités et des idées américaines. Des morceaux tels que sa Marche fédérale, la Marche du Président Madison et le Menuet de Mme Madison sont habituellement de courte durée et d'une forme binaire associée à la musique de danse de l'époque. De plus en plus d'intérêt est l'ensemble des quatre sonates pour piano. Reinagle les compose lorsqu'il arrive à Philadelphie (vers 1790), d'où leur surnom de Sonates de Philadelphie. Ce sont les premières sonates composées aux États-Unis. Elles sont des œuvres importantes, chacune en deux ou trois mouvements. Alors qu'elles présentent l'influence de Carl Philipp Emanuel Bach (l'une des idoles musicales de Reinagle), elle démontrent l'approche unique de Reinagle en ce qui concerne la forme et le développement des motifs. Krohn les considère comme « les plus belles productions instrumentales américaines survivantes du XVIIIe siècle ».
Beaucoup de la musique de théâtre de Reinagle a été perdue lors de l'incendie du Chestnut Street Theater en 1820.
Reinagle laisse également un manuscrit de son voyage au Portugal : Journal of a Journey to Lisbon: Memorandum Book (manuscrit de 1784–1785, conservé à Washington).

### Pour la scène
- Robin Hood, or Sherwood Forest (10 mars 1794 Philadelphie) [rév. (W. Shield)]
- St Patrick's Day, or The Scheming Lieutenant (17 mars 1794 Philadelphie)
- La forêt noire (26 avril 1794 Philadelphie)
- The Spanish Barber, or The Fruitless Precaution (7 juillet 1794 Philadelphie) [+ B. Carr] [rév. (S. Arnold)]
- Harlequin Shipwreck'd, or The Grateful Lion (2 janvier 1795 Philadelphie)
- The Purse, or Benevolent Tar (7 janvier 1795 Philadelphie) [rev. (Arnold)]
- The Volunteers (21 janvier 1795 Philadelphie) — Livret d'après la pièce de Susanna Rowson.
- Auld Robin Gray, or Jamie's Return from America (4 mai 1795 Philadelphie) [rév. (Arnold)]
- The Sicilian Romance, or The Apparition of the Cliffs, ballet (6 mai 1795 Philadelphie)
- Harlequin's Invasion (12 juin 1795 Philadelphie)
- The Warrior's Welcome Home (10 février 1796 Philadelphie)
- The Witches of the Rocks, or Harlequin Everywhere (26 février 1796 Philadelphie)
- The Lucky Escape, or The Ploughman Turned Sailor (14 mars 1796 Philadelphie) [rév. (C. Dibdin)]
- Columbus, or The Discovery of America (30 janvier 1797 Philadelphie)
- The Savoyard, or The Repentant Seducer (12 juillet 1797 Philadelphie)
- The Italian Monk (11 avril 1798 Philadelphie) [rév. (Arnold)?]
- The Arabs of the Desert, or Harlequin's Flight from Egypt (13 avril 1799 Philadelphie)
- The Constellation, or A Wreath for American Tars (30 décembre 1799 Philadelphie)
- A Wreath for American Tars, or Huzza Again for the Constitution (8 avril 1800 Philadelphie)
- The Double Disguise (18 avril 1800 Philadelphie)
- Harlequin Freemason (21 avril 1800 Philadelphie) [rév. (Dibdin)]
- The Sailor's Daughter (10 décembre 1804 Philadelphie)
- The Wife of Two Husbands (1er mars 1805 Philadelphie)
- Mary, Queen of Scots (15 janvier 1806 Philadelphie)
- The Black Castle or The Spectre of the Forest (1807) mélodrame sur un livret de Matthew Gregory Lewis — composé en collaboration avec James Hewitt.
- The Travellers, or Music's Fascination (20 avril 1807 Philadelphie) [rév. (D. Corri)?]

## Partitions modernes
- The Philadelphia Sonatas, coll. « Recent Researches in American Music Series » vol. 5, éd. de Robert Hopkins. A-R Editions, 1978  (ISBN 0895791072).

## Discographie
- Trois Sonates pour piano (ré, mi et ut majeur) - Jack Winerock, pianoforte Broadwood du Metropolitan Museum of Art (1976, Musical Heritage Society, MHS 3359)[6] (OCLC 1088527182)
- Sonates américaines : Alexander Reinagle, Edward MacDowell, Charles Griffes, Elie Siegmeister - Cecile Licad, piano (1-3 juillet 2015, Danacord) (OCLC 962422016)